# Die Nacht der lebenden Toten

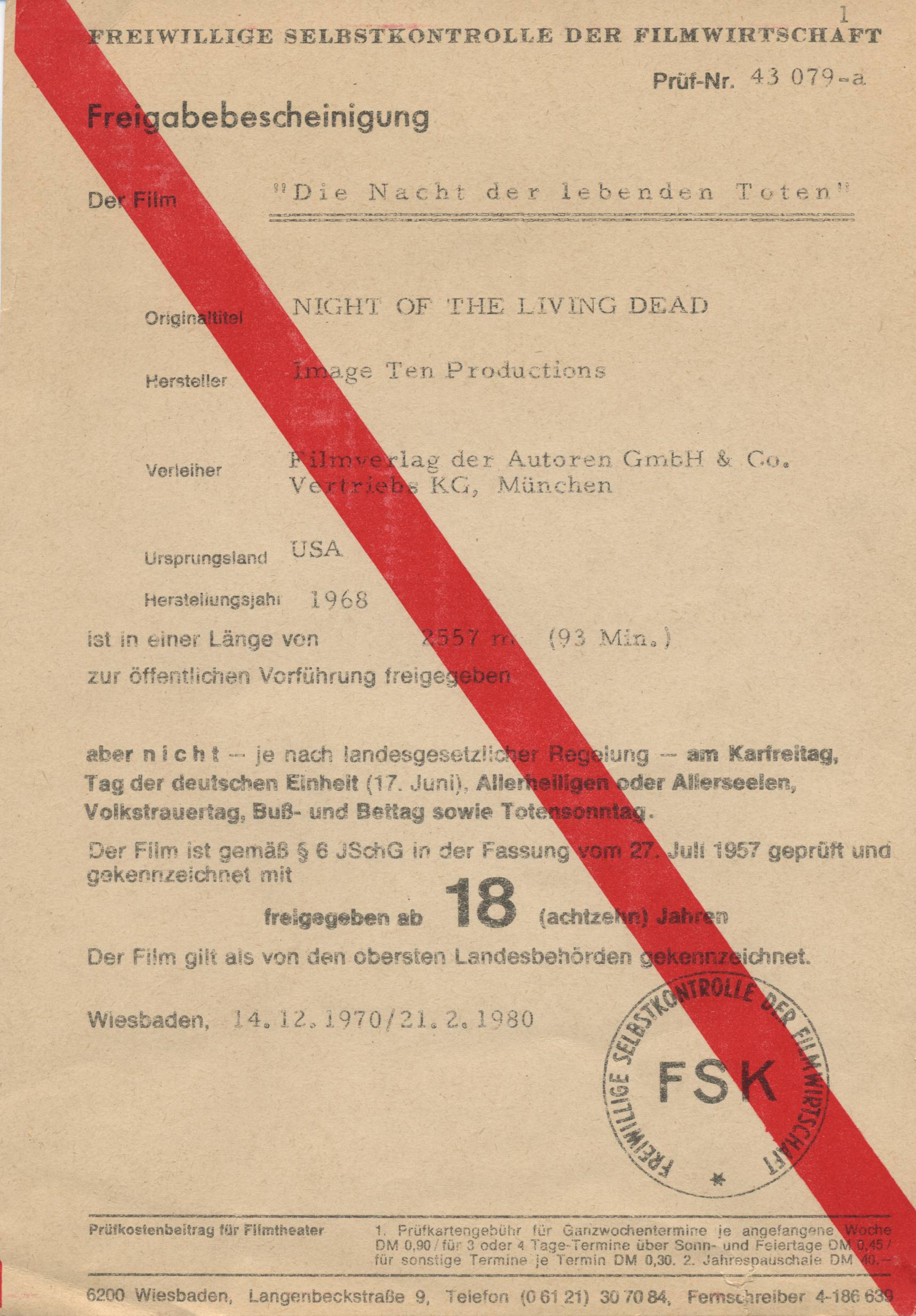
FSK-Karte des Films

Die Nacht der lebenden Toten (Originaltitel: Night of the Living Dead) ist ein unabhängig produzierter US-amerikanischer Horrorfilm aus dem Jahr 1968 von George A. Romero. Er gilt seit den 1980er Jahren als Kultfilm und wurde in die Filmsammlung des Museum of Modern Art aufgenommen. Seit 1999 ist der Film im National Film Registry eingetragen als erhaltenswertes Kulturgut.
Dieser Film ist der erste Teil einer sechsteiligen Reihe von Zombiefilmen des Regisseurs. Der als Freizeitprojekt mit minimalem Budget gedrehte Schwarz-Weiß-Film gilt als Meilenstein des Horror-Genres, der das Zombie-Subgenre in eine neue Richtung lenkte. Obwohl Zombies in der Filmgeschichte bereits lange vorher auftauchten, wurden hier die Untoten erstmals nicht als durch Zauberkraft erweckte, willenlose Voodoo-Sklaven dargestellt, sondern als aus eigener Kraft aus den Gräbern steigende lebende Tote.

## Handlung
Die Geschwister Barbra und Johnny besuchen das Grab ihres Vaters. Auf dem Friedhof werden sie von einem unheimlichen, blassen Mann grundlos attackiert. Johnny wird von diesem Mann zu Boden geworfen und bleibt regungslos liegen. Nun versucht der Mann, Barbra anzugreifen. Diese flüchtet in Panik und muss dabei ihren Bruder zurücklassen.
Nachdem sie versucht hat, mit dem Wagen zu entkommen, jedoch mit diesem einen Unfall hat, erreicht sie schließlich ein nahegelegenes, scheinbar verlassenes Farmhaus, in dem sie sich versteckt. Dort entdeckt sie die Leiche einer Frau, deren Gesicht grausam zugerichtet ist. Kurz danach trifft der Afroamerikaner Ben dort ein, der sich ebenfalls auf der Flucht befindet, dessen Fluchtauto aber nun einen leeren Tank hat. Er findet eine völlig verstörte Barbra vor, die beginnt, den Verstand zu verlieren. Ben erzählt von seiner Flucht, auf der er viele Männer gesehen hat, die sich ähnlich verhalten haben wie der auf dem Friedhof. Auch das Farmhaus wird ständig von ihnen attackiert. Ben muss einige von ihnen töten.
Nachdem sie das Haus notdürftig gesichert haben, bemerken Barbra und Ben fünf Personen, die sich im Keller verbarrikadiert haben. Es handelt sich um Harry und Helen Cooper sowie deren Tochter, die von einem Untoten gebissen wurde und nun krank und geschwächt von ihren Eltern gepflegt werden muss, sowie um das junge Paar Tom und Judy.
Schnell kommt es zum Konflikt zwischen Harry und Ben. Ben ist wütend darüber, dass sich die Gruppe so lange im Keller versteckt hat, statt ihm beim Sichern des Hauses zu helfen. Auch über das weitere Vorgehen gibt es Streit: Während Ben lieber im Erdgeschoss des Farmhauses bleiben möchte, um beobachten zu können, was außerhalb des Hauses vor sich geht, und jederzeit fliehen zu können, möchte sich Harry unbedingt im Keller verstecken und dort einfach auf Hilfe warten. Ben erscheint als Mann der Tat, der versucht, aktiv die Situation zu meistern und auch die anderen zu retten, während Harry sich ausschließlich um sein eigenes Wohl und das seiner Familie kümmert.
Aus dem Radio wie aus dem Fernsehen erfahren sie, dass aus noch unbekannten Gründen kürzlich Verstorbene begonnen haben, sich zu erheben und Menschen angreifen, um deren Fleisch zu essen. Wenig später richten sich alle Vermutungen auf die Venus-Raumsonde, die nach einjähriger, erfolgreicher Mission auf dem Rückweg zur Erde unerwartet eine unbekannte, hochintensive Strahlung mitbrachte, woraufhin Wissenschaftler diese vor deren Landung in der Erdatmosphäre sprengten. Diese geheimnisvolle, unaufhörlich steigende Strahlung ist mutmaßlich für die wiederbelebenden „Mutationen“ verantwortlich und wirkt sich anscheinend auf die Gehirne der frisch Verstorbenen aus. Die dadurch entstandenen Untoten können lediglich durch die Zerstörung ihres Gehirns gestoppt werden. Die Wiederauferstehung frischer Leichen könne zudem nur mittels Leichenverbrennung gestoppt werden. Überdies wird im Fernsehen gezeigt, dass sich eine Bürgerwehr formiert hat.
Ben, Tom und – da sie sich als stark emotionalisierte Frau nicht von ihrem Geliebten trennen kann – auch Judy versuchen, Bens Auto an einer nahe gelegenen Zapfsäule zu betanken, um dann zum nächsten Ort zu fahren. Dabei kommen Tom und Judy durch eine Explosion ums Leben, Bens Auto wird zerstört. Die Zombies fressen die Leichen der beiden und Ben schafft es nur knapp wieder ins Farmhaus zurück – knapp unter anderem auch deshalb, weil Harry Cooper ihm aus Furcht nicht öffnet.
Die Streitigkeiten eskalieren nun so sehr, dass Ben schließlich auf Harry Cooper schießt und dieser in seinem ausgedehnten Todeskampf die Treppe zum Keller hinunterstürzt. Dort hat sich seine Tochter inzwischen in einen Zombie verwandelt und frisst Harry teilweise auf. Helen Cooper entdeckt diese grausame Szene. Obwohl sie sich durchaus noch retten könnte, kann sie angesichts ihrer Tochter nicht rechtzeitig an eine Flucht denken. Sie wird von dem Zombie, der einmal ihre Tochter war, mit einer Maurerkelle erstochen.
Inzwischen hat die Zahl der Untoten, die versuchen, in das Farmhaus einzudringen, so sehr zugenommen, dass sie es schaffen, die verbarrikadierten Fenster und Türen im Erdgeschoss einzudrücken. Barbra wird von dem Zombie, der ehemals ihr Bruder war, in die bluthungrige Meute von Untoten gezerrt. Ben, der vorher den Keller als Fluchtort vehement abgelehnt hat, kann sich nur knapp dorthin retten, muss den Coopers, die sich gerade in Zombies verwandelt haben, in den Kopf schießen und nun allein auf Rettung hoffen.
Am nächsten Morgen hat sich die zombiejagende Bürgerwehr, die vorher im Fernsehen zu sehen war, bis zum Farmhaus vorgekämpft. Als Ben sie hört, kommt er aus seinem Kellerversteck heraus und schaut aus einem Fenster. Als die Zombiejäger ihn sehen, halten sie ihn für einen Untoten und schießen ihm in den Kopf. Während des Abspanns ist zu sehen, wie Bens Leiche mit Fleischerhaken auf einen Scheiterhaufen mit brennenden Zombies gezogen wird.

## Produktion
Mit einem geringen Budget von schätzungsweise 114.000 US-Dollar, das ausschließlich von privaten Investoren kam, begannen die Dreharbeiten im Juni 1967 in Pittsburgh, Pennsylvania. Die Eröffnungsszenen wurden auf dem Friedhof von Evans City unweit von Pittsburgh gedreht. Die im Film verwendete Musik kostete insgesamt 1.500 US-Dollar und stammt aus dem Archiv der Capitol Records Hi-Q stock. Um das Budget in Grenzen zu halten, drehte Romero den Film mit der Hilfe von Bekannten und Freunden. Da die Beteiligten ausschließlich in ihrer Freizeit zur Verfügung standen, mussten die Dreharbeiten des Öfteren unterbrochen werden.
Die Uraufführung fand am 1. Oktober 1968 im Fulton Theatre in Pittsburgh statt. In den deutschen Kinos startete der Film am 18. März 1971.

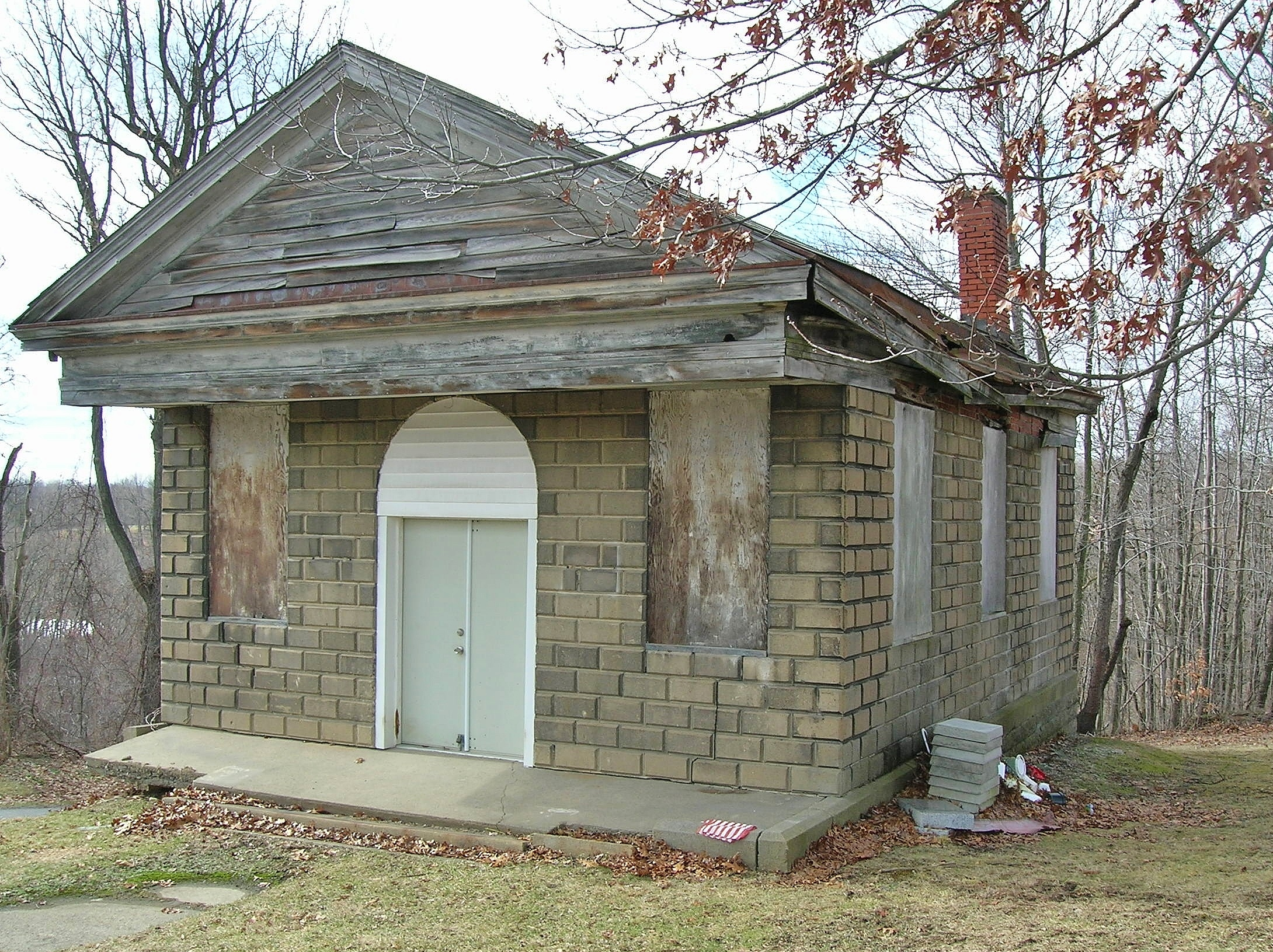
Kapelle des Friedhofs von Evans City aus der Eröffnungsszene des Films, 2009
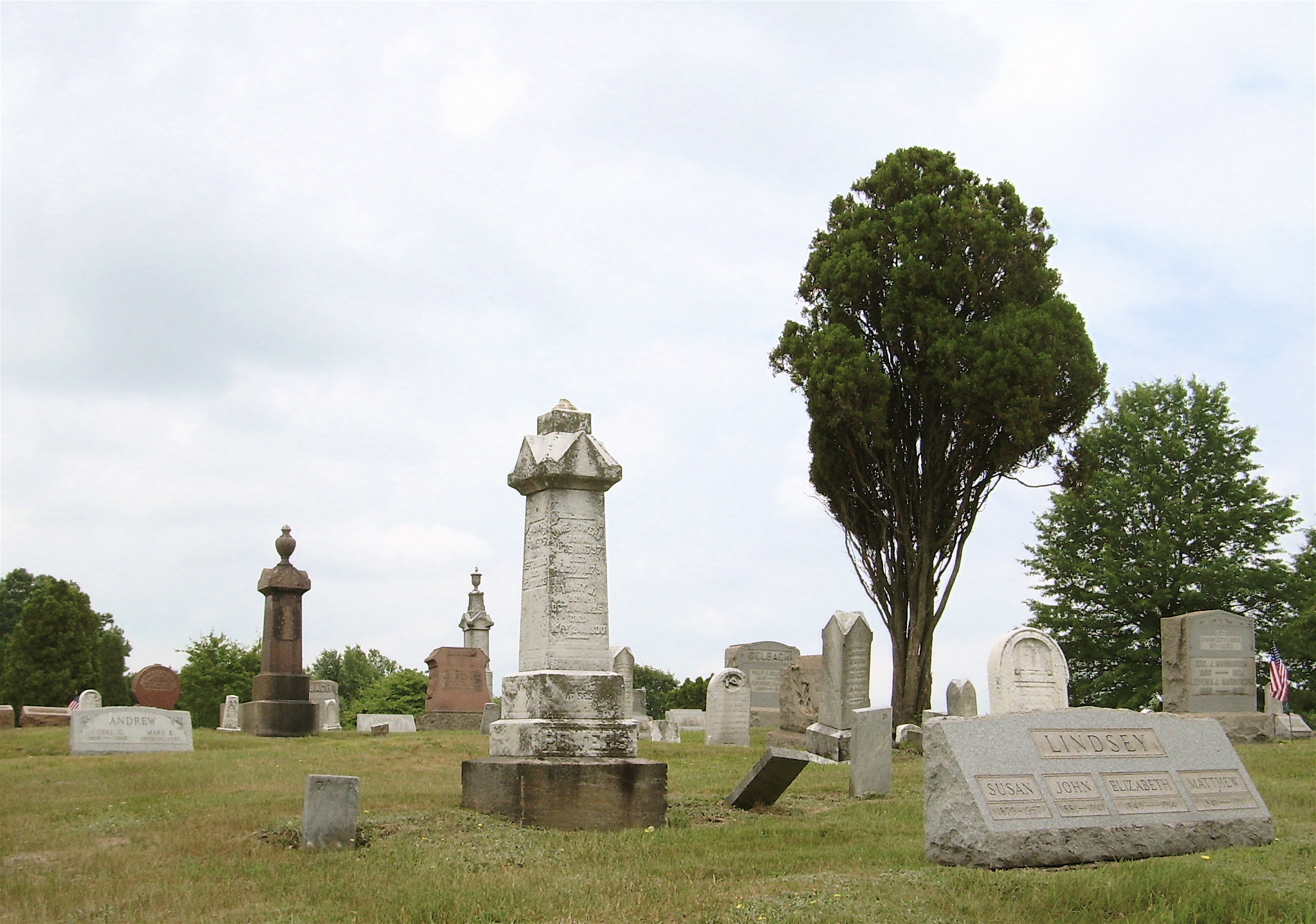
Der Friedhof von Evans City, Drehort der Eröffnungsszene

## Synchronisation
Die erste deutsche Synchronfassung entstand bei der Profilm GmbH Rolf G. Schuenzel, München. Rüdiger von Spies schrieb das Dialogbuch und führte Regie.
Die zweite deutsche Synchronfassung entstand bei der TBS Synchron Gesellschaft für Film und Fernsehen mbH, Köln. Ernestine Hertel schrieb das Dialogbuch und Gordon Rijnders führte Regie.
Die dritte deutsche Synchronfassung entstand unter der Dialogregie von Norbert Schenk.
Die vierte deutsche Synchronfassung entstand bei der 19 Synchron GmbH, Berlin. Ferenc Bohnhardt schrieb das Dialogbuch und Christian Brenn führte Regie. Diese Fassung ist nur auf der Blu-ray von Mediacs zu hören.
| Rolle        | Darsteller       | Synchronsprecher (Kino 1971) | Synchronsprecher (DVD 2006) | Synchronsprecher (DVD 2008) | Synchronsprecher (Blu-ray 2021) |
| ------------ | ---------------- | ---------------------------- | --------------------------- | --------------------------- | ------------------------------- |
| Ben          | Duane Jones      | Hans-Michael Rehberg         | Leon Boden                  | Gordon Piedesack            | Sascha Oliver Bauer             |
| Barbra       | Judith O’Dea     | Sabine Eggerth               | Susanne Dobrusskin          | Alexandra Seefisch          | Nell Pietrzyk                   |
| Harry Cooper | Karl Hardman     | Günther Sauer                | Hans Bayer                  | Aart Veder                  | Patrick Giese                   |
| Tom          | Keith Wayne      | Axel Scholtz                 | Heiko Obermöller            | Wolff von Lindenau          | Heiko Akrap                     |
| Judy         | Judith Ridley    | Marion Hartmann              | Silke Haupt                 | ?                           | Natalie Mukherrje               |
| Johnny       | Russell Streiner | Christian Wolff              | Stefan Gossler              | ?                           | Christian Näthe                 |
| Helen Cooper | Marilyn Eastman  | Gisela Hoeter                | Michaela Kametz             | ?                           | Nina Machalz                    |

## Rechte
Der Titel des Filmes war bis kurz vor der Veröffentlichung Night of the Flesh Eaters. Es gab allerdings bereits einen Film mit dem gleichen Titel. Nach Drohungen der Produzenten dieses Films wurde der Titel in Night of the Living Dead geändert. Dazu musste der erste Filmverleih des Films, die Walter Reade Organization, den Titel austauschen. Beim Austauschen vergaß Reade einen Urheberrechts-Hinweis miteinzublenden, der in der originalen Titelsequenz noch enthalten war. Da dies damals nach US-amerikanischem Urheberrecht noch notwendig war, um das Urheberrecht auf ein Werk zu erhalten, ist Die Nacht der lebenden Toten in den USA gemeinfrei.

## Versionen
- Die Originalfassung wurde 1968 ohne Altersfreigabe veröffentlicht; heute ist sie ab 16 Jahren freigegeben. Von ihr existiert auch eine nachkolorierte Version, in der eine Szene von rund acht Sekunden fehlt, die vermutlich der Hersteller schlichtweg vergessen hat.[6]
- Eine deutsch synchronisierte Fassung kam am 18. März 1971 durch den CS-Verleih in die deutschen Kinos. Die FSK verlangte damals einige Schnitte, nach denen sich eine Laufzeit von 93 Minuten ergab.
- Eine auf etwa 90 Minuten gekürzte Fassung lief im US-Fernsehen.

### 30th Anniversary Edition
Am 24. Januar 2003 veröffentlichte der Medienvertrieb in Buchholz (M.I.B.) die 30th Anniversary Edition in Deutschland. Hierfür wurden 15 Minuten des Originals herausgeschnitten und etwa 15 Minuten an neugedrehtem Filmmaterial hinzugefügt (etwa 92 Minuten). Diese Version erhielt eine Altersfreigabe ab 18 Jahren.
Ende Dezember 2009 setzte die Bundesprüfstelle für jugendgefährdende Medien (BPjM) die Anniversary Edition auf Liste B der Liste der jugendgefährdenden Medien. Gab die BPjM zunächst noch an, die Indizierung sei wegen einer Verwechslung mit Tom Savinis Remake erfolgt (siehe Abschnitt Neuverfilmungen), und stellte eine Listenstreichung für Januar 2010 in Aussicht, so wurde kurz darauf mitgeteilt, dass die Indizierung bestehen bleibt, da eine inhaltsgleiche US-amerikanische Ausgabe am 9. Mai 2000 vom Amtsgericht Tiergarten beschlagnahmt wurde (Az.: 349 Gs 1913/00).
Die Begründung des Gerichts lautete, dass der Film bereits in mehreren Auflagen indiziert und beschlagnahmt worden sei. Anscheinend verwechselte das AG Tiergarten den Film dabei mit dem bereits erwähnten Remake, welches am 28. März 1996 erstmals beschlagnahmt wurde.

## Kritiken
The Motion Picture Guide befand: „Ein Meilenstein des amerikanischen Films. Nicht für jeden Geschmack geeignet, ist der Film trotzdem ein bedeutendes und meisterhaft inszeniertes Horrorstück.“
Adolf Heinzlmeier und Berndt Schulz schrieben im Lexikon „Filme im Fernsehen“: „zunächst als magenumdrehend unappetitliches Gruselspektakel diskriminiert, heute als Kultfilm akzeptierter Schocker, der dem Genre neue Impulse gab.“ Das Lexikon des internationalen Films urteilte ebenfalls: „Romeros grausiger Horrorfilm, nach seiner Premiere von Kritikern als banales und brutales Ekelstückchen eingestuft, avancierte später zum Kultfilm.“
„In jüngster Zeit verdrängen die brutalen und sadistischen Elemente zunehmend die ethnographischen und mythischen Aspekte des Voodoo-Kultes, der nur noch als Vorwand benutzt wird, um blutrünstige Details ins Bild zu rücken. ‚Night of the Living Dead‘ (1968 – Regie: George A. Romero) ist dafür ebenso ein Beispiel wie eine Reihe der neuen spanischen Horror-Filme.“
Rouven Linnarz von film-rezensionen.de meinte 2022, der Film „‚Die Nacht der lebenden Toten‘ ist bis heute ein zeitloses Meisterwerk des Horrorgenres. George A. Romero inszeniert eine effektive und nach wie vor aktuelle Allegorie darauf, wie schnell zivilisatorische Werte über Bord geworfen werden und man nur noch an sich selbst denkt. Teils als Quasi-Dokumentation gefilmt entwickelt der Film eine bedrückende, klaustrophobische Stimmung und liefert dabei Bilder, die sich tief in das Gedächtnis des Zuschauers einprägen werden.“
Der Schriftsteller Stephen King bescheinigte dem Film, ein „bahnbrechnder Horrorfilm“ zu sein, stufte allerdings den Nachfolger Zombie, im Original als Dawn of the Dead erschienen, als Romeros „wirklich geniales“ Werk ein.

## Neuverfilmungen
1990 drehte Tom Savini, der 1978 in Romeros Fortsetzung mitwirkte, unter dem Titel Die Rückkehr der Untoten eine Neuverfilmung, die hinsichtlich der eigentlichen Geschichte dem Original sehr ähnelt, bei dem die Charaktere aber anders besetzt sind und die sich durch ein verändertes Ende deutlich vom Original unterscheidet.
Eine weitere Neuverfilmung erschien 2006 unter dem Titel Night of the Living Dead 3D. Regie führte Jeff Broadstreet.
2012 drehte James Plumb mit Night of the Living Dead: Resurrection ein britisches Remake des Filmes und verlegte die Story nach Wales.
Matt Cloude begann 2012 mit dem Dreh eines Remakes des Klassikers in Form eines Independent-Films. Judith O’Dea, die Barbra aus Romeros Original, sowie der Schauspieler Mike Christopher aus Zombie sollten die Hauptrollen spielen. Der langfristig geplante Film sollte unter dem Titel Night of the Living Dead: Genesis veröffentlicht werden, wurde aber nie offiziell beendet.
2021 veröffentlichte Jason Axinn unter dem Titel Night of Animated Dead eine animierte, zeitgemäße 1:1-Fassung des Originalfilms.

## Fortsetzungen
Sowohl Romero als auch John A. Russo schrieben unabhängig voneinander Fortsetzungen zu Die Nacht der lebenden Toten. Während Romero sein Drehbuch für eine Fortsetzung selbst als Zombie (Dawn of the Dead) umsetzte, wurde Russos Skript von Tom Fox gekauft. Dieser gab das Skript Dan O’Bannon, der es stark umschrieb und mehr Humor einbaute, weil er nicht mit Romero konkurrieren wollte. Das Ergebnis war der Film Verdammt, die Zombies kommen (The Return of the Living Dead), der nur noch locker auf Die Nacht der lebenden Toten Bezug nimmt und in dem sich unter anderem auch die Zombies anders verhalten.

## Filmreihe
- 1968: Die Nacht der lebenden Toten
- 1978: Zombie
- 1985: Zombie 2
- 2005: Land of the Dead
- 2007: Diary of the Dead
- 2009: Survival of the Dead

## Musical-Adaption
Die beiden geschäftsführenden Vorstandsmitglieder von Nictophobia Films, Chris Harrison und Phil Pattison, haben den Film als Theaterstück auf die Bühne gebracht. Die Premiere von George A. Romero’s Night of the Living Dead Live erfolgte im April 2013 in Toronto.